# Trionymus prolatus
Trionymus prolatus är en insektsart som beskrevs av De Lotto 1964. Trionymus prolatus ingår i släktet Trionymus och familjen ullsköldlöss.
Artens utbredningsområde är Kenya. Inga underarter finns listade i Catalogue of Life.